# Alfa Romeo Gloria
Alfa Romeo Gloria — концепт-кар, созданный итальянским автопроизводителем Alfa Romeo. Автомобиль был впервые показан публике на Женевском автосалоне в марте 2013 года. Необычный факт в том, что данный концепт был разработан 20 студентами автомобильного дизайна в Европейском Институте Дизайна в Турине.

## Технические характеристики
Gloria — это четырёхдверный седан, имеющий колёсную базу 2,900 мм (114.2 дюйма). Длина автомобиля равна 4,700 мм (185 дюймов), ширина около 1,910 мм. И высотой 1,270 мм (50 дюймов).
О технической компоновке, двигателе и подвеске ничего не известно.